# Makeda

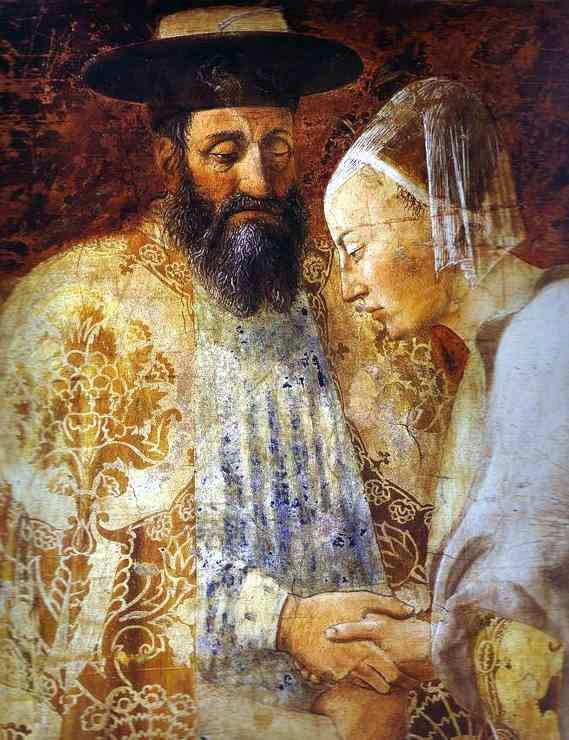
Król Salomon i królowa Saby, obraz Piero della Francesca

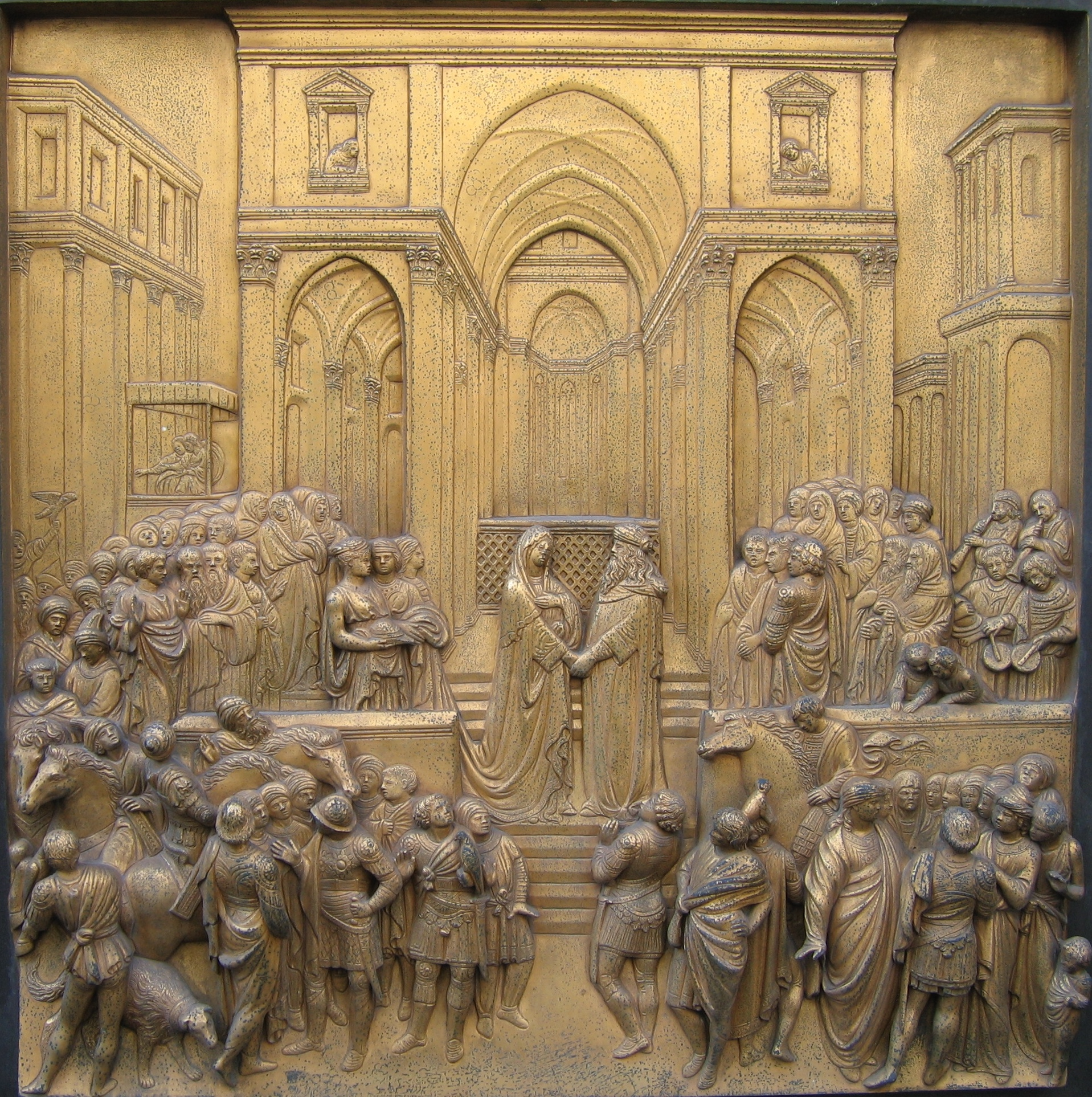
Królowa Saby i Salomon

Makeda – pierwsza znana królowa Saby. Makeda to imię wywodzące się z tradycji etiopskiej; w islamskich przekazach nazywana była Bilkis (بلقيس Bilqīs). Inne wersje jej imienia to Nikaule oraz Nicaula.
Biblijna 1 Księga Królewska oraz 2 Księga Kronik (por. 1 Krl 10,1-13 oraz 2 Krn 9,1-12) informują, że Makeda złożyła wizytę królowi izraelskiemu Salomonowi, słysząc o jego mądrości i bogactwach. Wizyta ta miała prawdopodobnie miejsce w połowie wieku X p.n.e. Jej celem było najprawdopodobniej pogłębienie dwustronnej wymiany handlowej. Według tradycji etiopskiej Salomon i Makeda spłodzili Menelika I, który jest uważany za pierwszego cesarza Etiopii i założyciela jej starożytnej stolicy – Aksum. W wieku IV p.n.e. Królestwo Saby zostało podbite przez arabski lud Himjarytów.
W tak zwanych „Proroctwach królowej Saby” wyraz „Saba” jest niesłusznie rozumiany jako imię własne monarchini, a nie nazwa jej państwa.